# Les Z'éclectiques
Les Z'éclectiques est un festival français de musiques actuelles annuel se déroulant principalement à Chemillé-en-Anjou et Cholet, villes de Maine-et-Loire en région Pays de la Loire. Créé en 1998, il propose quatre rendez-vous par an : la collection automne, curieuse et populaire, la collection hiver, curieuse et intimiste, la collection printemps, alternative et tendance et la collection été, tendance et alternative.

## Historique
Créé en 1998, avec sa première édition à Saint-Philbert-en-Mauges dans la région des Mauges, le festival de musiques actuelles Les Z'éclectiques prend de l'importance au fur et à mesure de ses éditions pour atteindre en 2006 le chiffre de 10 800 spectateurs.
À partir de 2010 le festival se décline en trois collections : automne, hiver et printemps. Une collection été apparait au cours de l'année 2017 en partenariat avec Scènes de pays des Mauges.
Au début des années 2000, Les Z'éclectiques assurent aussi des prestations de services sur d'autres manifestations (gestion de régies extérieures ou de production, etc.).
Devenu l'un des principaux programmateurs de musiques actuelles en Maine-et-Loire, le collectif fête ses dix ans durant l'été 2012, et le festival ses vingt ans en 2018. L'édition d'automne rassemble à ce moment-là près de 7 000 festivaliers chaque année.

## Fonctionnement
Direction artistique : Le festival est initialement organisé par Les Zic'mac,, qui prend le nom Les Z'éclectiques en 2001. La direction et la programmation sont assurées par Thierry Bidet.
Administration : Collectif d'artistes, l'association Collectif Les Z’Eclectiques se situe à Chemillé. Son fonctionnement est assuré par 280 bénévoles en 2003, 340 en 2012. En 2006, l'association se compose de particuliers mais aussi d'associations comme l'ASFO, association portant le festival Les Nuits vertes, Les Z’éclectiques, La bouche à l’oreille et d'autres associations des Mauges à vocations non culturelles. 
Finances : Projet non-missionné à dominante artistique, en 2006, le festival Les Z’éclectiques reçoit 23 320 € (26 152,45 €2016) de subventions, représentant 8 % de son budget total. Il accuse cette année-là une perte d'environ 87 000 € (97 567,02 €2016).

## Au fil des éditions
La première édition a lieu les 29 et 30 août 1998 à Saint-Philbert-en-Mauges. Le festival reprend en 2001, les 25 et 26 août, et en 2002, les 23 et 24 août, toujours à Saint-Philbert.
L'édition 2003 a lieu le 23 août en plein air à Saint-Philbert-en-Mauges. S'y produisent Mardi Gras Brass Band, Punish Yourself, Skawar, Shane Cough, Les Fils de Teuhpu, King Khan, Petit Peuple, Lab°, Télécran, Ishak Ali Kawa, Barbirooza, La Rumeur, Orange Blossom, La Rue Ketanou, Kaophonic Tribu.
L'édition 2004 se déroule sur deux périodes, le 13 mars à Chemillé, sous le nom Les Z'hivernales, et le 24 avril à Saint-Macaire-en-Mauges, sous le nom Les Z'Échkotronicks.
L'édition suivante est organisée sur quatre périodes : le 26 février à Chemillé sous le nom Les Z'arbizoîdales, le 26 mars à Chemillé sous le nom les Z'hivernales, le 15 avril à Saint-Germain-en-Moine sous le nom les Zigomatiques, et le 30 avril à Saint-Macaire-en-Mauges sous le nom les Z'echotronicks.
En 2006, le festival a lieu sur une seule période, les 18 et 19 août à La Chapelle-Rousselin. S'y produisent, le vendredi, la compagnie Fabard (spectacle de rue), Lune Rouge feat JM, Condkoï, New York Ska-Jazz Ensemble, Wax Tailor, Washington Dead Cats, Anthony B, Improvisators Dub, Lazy, Puppetmastaz, Asian Dub Sound System, Dass Blind Factory. Le samedi, montent sur scène, Thérèse, Misstrip, Elzef, Natik All feat Ezra, Beat Assailant, A Brand, Mansfield Tya, Daau, Brain Damage, Hopper, Israël Vibration, Hushpuppies, Gong Gong, Skatalites, Zenzile Sound System, Khams, X Makeena, Soldout.
En 2007, Les Z'éclectiques se déroulent sur deux périodes :
- Les Z'Échkotronicks, les 21 et 22 avril, avec Improvisators Dub, Brain Damage, X Makeena, Bleu Bird, Dj Kostia, Interlope, Dj Click, et After les Z'electorales avec Dj Click[12] ;
- Les Z'Éclectiques Fall Winter, les 31, 1er, 2 et 3 novembre 2007, avec Henri léon et les autres à la piscine de Chemillé, JMPZ au bar'ouf de Cholet, Fatima Spar et Mukta au jardin de verre de Cholet, Tiken Jah Fakoly, Arno, Balkan Beat Box, Skatalites, So called, au théâtre Foirail de Chemillé[12].

L'année suivante, c'est à nouveau sur deux périodes que s'articule le festival : Les Z'éclectiques Spring Summer, les 4, 5 et 6 avril 2008, avec Nouvel R et Dj Slade, au jardin de verre de Cholet, Amon Tobin, Bauchklang, Dub trio, Spoke Orkestra, Idem, Dj Nevrax, Zôl, L'œuf raide et Flastine, au Chabada à Angers, Brain Damage et A state of mind, au Bar'ouf à Cholet. Puis du 6 au 9 novembre, Fall Winter 2008.
En 2009, les concerts se déroulent sur deux périodes, dont l'une prend pour nom Automne :
- Les Z'éclectiques Spring Summer, les 3, 4 et 5 avril avec Kaly Live Dub et Hip Hop Kanou, au Jardin de Verre à Cholet le 3 avril, Akalmy, Success, Hilight Tribe, Lilea Narrative, au Foirail de Chemillé le 4 avril, Guns of Brixton et The Bewitched Hands on the top of Our Heads, au Bar'ouf à Cholet le 5 avril[12].
- Les Z'éclectiques Automne les 4, 5, 6 et 7 novembre avec Les Wriggles et Budam, au théâtre Interlude à Cholet le 4 novembre, Les Voleurs de Swing, TNN, au Bar'Ouf à Cholet le 5 novembre, Zenzilé et Revolver, au Jardin de Verre à Cholet le 6 novembre, Yodélice (remplacé par Santa Macairo Orchestra), Goran Bregovic, Winston Mc Anuff, Wax Tailor, X Makeena, au théâtre foirail à Chemillé le 7 novembre[12].

En 2010, le festival a lieu sur trois périodes : hiver, printemps et automne. Apparait la dénomination Collection.
La saison 2011 se déroule à nouveau sur trois périodes : collection hiver, collection printemps et collection automne.
En 2012, aux trois périodes des années précédentes, s'ajoute une collection été pour fêter les 10 ans du collectif.
- Collection Hiver : le 9 février, Syd Matters à la Chapelle Saint-Louis (Cholet), le 10 février, Mellanoisescape, Erevan Tusk au Bar'ouf (Cholet), le 11 février, La Colonie de Vacance (Pneu, Papier Tigre, Marvin, Electric Electric) au Jardin de Verre (Cholet), puis Catherine Ringer[12],[13] ;
- Collection Printemps : le 13 avril, La Canaille, Odezenne au Bar'ouf (Cholet), le 14 avril, le rappeur Orelsan, Cabadzi, S.Mos, DJ Kalcha au théâtre Foirail (Chemillé), et le 20 avril, Bionic Orchestra au Jardin de Verre (Cholet)[14],[12] ;
- Collection Été (fête des 10 ans) : le 14 juillet, The Jhamaican Horse, Beatz Avanger, La Jambe de Frida sur l'esplanade du Foirail (Chemillé), et 15 juillet, Walter Medor, La Mathilde, B.Roy sur l'esplanade du Foirail (Chemillé)[12] ;
- Collection Automne : le 8 novembre, Ez3kiel Extended au théâtre Saint-Louis (Cholet), le 9 novembre, Maï Lan, Boy & The Echo Choir (concert annulé), et le 10 novembre, Les Ogres de Barback, Caravan Palace, School is Cool, Wax Taylor, Youngblood Brass Band, Puppetmastaz, Kiril Djaikovski, Firewater, La Banda Bruity, Bloco Chango, Les Elles dans l'do au théâtre Foirail (Chemillé)[12],[15]. La collection d'automne 2012 réunie plus de 6 200 spectateurs[16]. Le festival devient l'un des principaux programmateurs de musiques actuelles en Maine-et-Loire[5].

En 2013, c'est à nouveau sur trois périodes que se déroulent Les Z'éclectiques :
- Collection Hiver le 13 février, Camille au théâtre Saint-Louis (Cholet), et le 15 février, Maïa Vidal, Boy & The Echo Choir à la Chapelle Saint-Louis (Cholet)[17],[12] ;
- Collection Printemps le 5 avril, R.wan et Vincha au Jardin de Verre (Cholet), et 6 avril, Dub Invaders au Jardin de Verre (Cholet)[12],[18] ;
- Collection Automne le 7 novembre, Oxmo Puccino au théâtre Saint-Louis (Cholet), le 8 novembre, Petite Noir, Winston Mc Anuff & Fixi au Jardin de Verre (Cholet), et 9 novembre, Féfé, Von Pariahs, Fauve, Skip & Die, La Banda Bruity, LOS au théâtre Foirail (Chemillé-Melay)<[12],[19],[20],[21].

L'édition 2014 se déroule dans plusieurs lieux de Cholet et à Chemillé-Melay : En février, la collection Hiver avec le 13, en ouverture à Cholet, Serge Teyssot-Gay ex-guitariste de Noir Désir en duo avec Khaled Al Jaramani, le 14, Interzone à la Chapelle Saint-Louis (Cholet), et le 15, Grand Corps Malade au théâtre Saint-Louis (Cholet),. En avril, la collection Printemps, avec le 19, Les Frères Casquette, Fills Monkey, Alborosie, Moriarty, Gaëtan Roussel, Mr Oizo, au théâtre Foirail (Chemillé-Melay), ; soirée qui réunit environ 1 500 personnes. En novembre, la collection Automne, avec le 13, Piers Faccini et Vincent Segal, le 14, Son of Dave et Colonel Cody, et le 15, Plaza Francia, Groundation, Random Recipe, Emir Kusturica & The No Smoking Orchestra, et Chinese Man. La soirée du 15 novembre réunie environ 5 500 spectateurs.
L'année suivante, en avril 2015, la collection Printemps réunie près de 5 000 festivaliers,, et en novembre, la dernière soirée de la collection Automne attire environ 7 000 spectateurs. Cette même année, les Z'Éclectiques se place à la huitième place des Festivals awards 2015, événement récompensant les meilleurs festivals français de musiques actuelles, dans la catégorie meilleur petit festival.
En 2016, le festival reçoit notamment en février Kid Francescoli, en mars JoeyStarr avec son groupe Caribbean Dandee Block Party, en octobre Asaf Avidan, et en novembre Wax Tailor.
La première collection été apparaît en juin 2017, avec comme sous-titre Secrète et surprenante. En avril, environ 4 000 personnes assistent aux concerts de la collection printemps avec les 3 Dj's de Chinese Man, la techno transversale de Jacques, et les beats d’Attla et Chill Bump.
Le festival continue de présenter des artistes évoluant dans des esthétiques peu diffusées, comme CTRFÇN, Sein, Inüit, Winston McAnuff et Fixi, Soviet Suprem, Clara Luciani, Agar Agar ou encore Roméo Elvis, durant la collection d'automne 2018 qui se déroule au Jardin de verre à Cholet et au Foirail à Chemillé.
Le festival des Z'Éclectiques continue de se décliner en 2019 en quatre collections, avec une proposition globale par saison. Durant l'été, le Zec tour présente Ezra et Alex Machefel. Au concert s'ajoute une démarche pédagogique sous la forme d'ateliers découverte et approfondissement en beatbox et musique assistée par ordinateur (MAO).
La collection hiver 2020, dite « précieuse et intimiste » et qui invite des artistes moins connus du grand public, se déroule pour la première fois à la médiathèque de Saint-Macaire-en-Mauges.